# Sonic Boom (serie animata)
Sonic Boom è una serie animata statunitense prodotta da OuiDo! Productions, Technicolor Animation Productions e SEGA e supervisionata dallo studio giapponese Sonic Team, appartenente al fortunato franchise giapponese di videogiochi Sonic. Questa è la quinta serie televisiva basata sul franchise, seconda ad essere stata prodotta in Francia dopo Sonic Underground e prima realizzata in grafica computerizzata e alta definizione. La serie è andata in onda a partire dall'8 novembre 2014 negli Stati Uniti su Cartoon Network e dal 19 novembre dello stesso anno in Francia su Canal J e Gulli.
In Italia la serie è andata in onda su K2 a partire dal 9 novembre 2015 con puntate della durata di 22 minuti circa contenente due episodi originali. Gli episodi italiani seguono la cronologia francese degli episodi.

## Trama
La serie televisiva animata è una commedia indirizzata verso un pubblico di ragazzi, e ruota attorno alla vita di Sonic e i suoi amici (Tails, Knuckles, Amy e Sticks), sempre in cerca di nuove avventure e in continua lotta con il loro vecchio nemico di sempre, il Dottor Eggman, e a volte anche con altre vecchie conoscenze (principalmente i due rivali Metal Sonic e Shadow). Purtroppo per loro dovranno vedersela anche con alcune minacce a dir poco grottesche come il malvagio virus informatico Nominatus, una misteriosa e impacciata organizzazione criminale, chiamata Società del fulmine saettante, e infine con i Frogloditi, una tribù degli infidi rospi antropomorfi. Diversa dalle storie d'azione e avventura che coinvolgono solitamente Sonic e i suoi amici, riesce ancora a fornire un sacco di adrenalina. Il mondo in cui si svolge è un'isola immaginaria nota come Bygone Island, con giungle, spiagge, scogliere, zone ghiacciate e un piccolo villaggio privo di nome.

## Episodi
| Stagione         | Episodi | Prima TV originale | Prima TV Italia   |
| ---------------- | ------- | ------------------ | ----------------- |
| Prima stagione   | 52      | 8 novembre 2014    | 9 novembre 2015   |
| Seconda stagione | 52      | 29 ottobre 2016    | 11 settembre 2017 |

## Personaggi

### Personaggi principali
- Sonic the Hedgehog

Il leader della squadra, è un riccio blu dotato di una velocità supersonica con una grande passione per l'avventura. A differenza delle sue precedenti incarnazioni, ha le braccia blu anziché rosa pesca, indossa delle fasce sportive e un foulard marrone. Ha una probabile cotta per Amy, tanto che in una puntata diventa nervoso quando Knuckles gli dice che lei ha un appuntamento con qualcuno (episodio "Ciccio cucciolo Eggman"), ma si vergogna molto di dire i suoi sentimenti. Talvolta può essere un tipo che cerca di attirare l'attenzione di certe ragazze. In alcuni episodi appare come cantante-chitarrista della rock band "Mucho Macho" (Dude-itude).
Doppiato da Roger Craig Smith (ed. inglese), Daniele Raffaeli (ed. italiana)
- Miles "Tails" Prower

Spalla e migliore amico di Sonic, è una giovane volpe maschio gialla con due code che, fungendo da eliche, gli permettono di volare. Indossa un paio di occhiali da lavoro e una cintura da meccanico. È l'ingegnere meccanico ed esperto di tecnologia del gruppo. Le sue invenzioni non funzionano sempre come previsto, ma è sempre molto fiducioso delle proprie capacità. Nell'episodio "Una rosa senza spine" si scopre avere paura dei fulmini e delle tempeste. Nell'episodio "Tails il rubacuori" prende una cotta per Zooey. In alcuni episodi appare come bassista della rock band "Mucho Macho".
Doppiato da Colleen O'Shaughnessey (ed. inglese), Maura Cenciarelli (ed. italiana)
- Knuckles the Echidna

Il membro forzuto del team, è un'echidna maschio rossa la cui ri-progettazione per la serie è la più alterata: oltre ad essere molto più alto delle sue precedenti controparti, richiama molto alla figura del pugile essendo più muscoloso e porta nastri sportivi attorno alle mani anziché i guantoni da boxe a spillo simili agli artigli da ungulato. Diverse volte si dimostra però poco intelligente e spesso infastidisce i suoi compagni di squadra. Viene mostrato più volte avere una lunga amicizia-rivalità con Sonic. In alcuni episodi appare come batterista della rock band "Mucho Macho", nome inventato dallo stesso echidna, che sognava inoltre di fondare.
Doppiato da Travis Willingham (ed. inglese), Oreste Baldini (ed. italiana)
- Amy Rose

La voce della ragione del gruppo, è un riccio femmina rosa ed è anche la più energica, infatti brandisce un martello gigante in battaglia. È dolce ma la sua sensibilità non deve essere considerata debolezza perché è forte e coraggiosa. È agile e atletica oltre ad essere elegante e intelligente. Come nelle precedenti incarnazioni, Amy ha una cotta per Sonic, ma stavolta sembra essere più cauta. In un episodio, "Problemi di traduzione", la squadra viene quasi a sapere della sua cotta per Sonic.
Doppiata da Cindy Robinson (ed. inglese), Antonella Baldini (ed. italiana)
- Sticks the Badger

La figura pazza del gruppo, nonché la nuova aggiunta del cast principale, è un tasso femmina proveniente dalla giungla, abile nell'uso del boomerang e migliore amica di Amy. Sticks è un'individua paranoica dalle abitudini selvatiche, si diverte a scavare tra i rifiuti e cercare oggetti che luccicano. Anche se può sembrare folle, occasionalmente si dimostra geniale, amichevole e simpatica, oltre a saper trovare soluzioni che nessun altro avrebbe potuto pensare.
Doppiata da Nika Futterman (ed. inglese), Ilaria Latini (ed. italiana)

### Antagonisti
- Dr. Eggman

L'antagonista principale della serie, spesso rispettato da Sonic (in un episodio gli ha anche salvato la vita). È un umano di mezza età ed esperto di meccatronica con un dottorato di ricerca, nemesi costante del Team Sonic e degli abitanti di Bygone Island. In questa serie, Eggman è tipicamente raffigurato come un classico essere crudele ma piuttosto buffonesco, con i suoi piani per la conquista del mondo solitamente presi in considerazione in maniera fastidiosa piuttosto che minacciosa, tanto da permettere occasionalmente visite turistiche al suo rifugio. A volte però sembra avere rapporti amichevoli con gli eroi, anche se questo di solito porta a qualche schema in cui cerca di sconfiggerli. È quasi sempre accompagnato dai suoi robot assistenti, Orbot e Cubot.
Doppiato da Mike Pollock (ed. inglese), Gerolamo Alchieri (ed. italiana)
- Orbot

Un robot rosso a forma sferica, assistente di Eggman insieme a Cubot. Egli è il più formale e schietto dei due, spesso si dimostra totalmente onesto, anche a spese di Eggman.
Doppiato da Kirk Thornton (ed. inglese), Alessandro Budroni (ed. italiana)
- Cubot

Un robot giallo a forma di cubo, assistente di Eggman insieme a Orbot. Egli è il più lento e stupido dei due e spesso fraintende il significato delle dichiarazioni di altri personaggi.
Doppiato da Wally Wingert (ed. inglese), Ivan Andreani (ed. italiana)
- Metal Sonic

Un robot malvagio che non sa parlare, nemico di Sonic, creato dal Dr. Eggman per eliminare il suo acerrimo nemico. Dotato di super velocità, è capace di sparare un potente laser dal cannone sul petto e di volare, abilità che consumano parecchia energia e richiedono tempo per ricaricarsi. Il tempo di ricarica può essere abbreviato parecchio tramite l'uso dell'acceleratore di particelle. Alla fine della serie, viene sconfitto da Sonic. Appare negli episodi Non sono stato io e Il videogioco di Eggman (seconda parte).
- Shadow the Hedgehog

È un istrice nero a strisce rosse temuto anche da Eggman, motivo per cui copre il ruolo di antagonista minore. Ha un carattere molto più freddo, spietato, vendicativo, misantropico, arrogante, violento e aggressivo rispetto alle precedenti incarnazioni e considera l'amicizia un segno di debolezza.
Doppiato da Kirk Thornton (ed. inglese), Daniele Raffaeli (ed. italiana)
- Società del Fulmine Saettante (Lightning Bolt Society)

Un'organizzazione criminale che aspira a diventare temuta da tutti. Sfortunatamente, tutto quello che fanno sono solo piccoli scherzi di cattivo gusto e atti di vandalismo di poco conto. Gran parte dei membri del gruppo sono donnole.
- Willy Tricheco (Willy Walrus)

Il leader della Società del fulmine saettante, è un possente tricheco maschio robusto specializzato nell'invadere le zone altrui, ma non altrettanto bravo nell'evadere di prigione, al punto di vantarsi di essere "il cattivo che è stato più di tutti dietro le sbarre".
Doppiato da Bill Freiberger (ed. inglese), Matteo Brusamonti (ed. italiana)
- Dave the Intern

Uno dei membri della Società del fulmine saettante, è un criceto maschio pigro ma ambizioso allo stesso tempo, ed è il più grande fan del Dr. Eggman. Lavora nel ristorante fast food locale Mec Burger, ma nell'episodio Doppia apocalisse c'è stato un momento in cui venne assunto come stagista da Eggman stesso. Poi però venne subito licenziato quando si rivelò troppo ambizioso, tornando quindi al suo precedente lavoro al Mec Burger. Capita più spesso di agire per conto suo piuttosto che accompagnato dai suoi compagni del crimine.
Doppiato da Roger Craig Smith (ed. inglese), Alessio Puccio (1ª voce) e Simone Veltroni (2ª voce) (ed. italiana)
- Camaleonte/Albero Spia (Chameleon/Tree Spy)

Una spia della "Società del fulmine saettante", è un lupo maschio dal pelo grigio che indossa un costume da albero per spiare gli altri. Non riesce mai a togliersi il costume di dosso. Appare nell'episodio Malvagio per caso e in qualche altro episodio successivo.
Doppiato da Kirk Thornton (ed. inglese), Davide Garbolino (1ª voce) e Simone Veltroni (2ª voce) (ed. italiana)
- T.W. Barker

Uno degli antagonisti della serie, è un cane lupo dal pelo grigio, furbo e dotato di un carisma raffinato con cui riesce ingannare facilmente la gente. Gestisce un circo tutto suo, il "Circo delle meraviglie", che usa per trovare nuovi talenti pronti ad esibirsi ai suoi spettacoli, anche se poi li trattiene contro la loro volontà. Ha due orsi gemelli acrobati vestiti da pattinatori al suo servizio. È inoltre un cliente fidato del Dr. Eggman, tanto che nell'episodio Nessuno mi può giudicare venne assunto da quest'ultimo come avvocato per accusare Sonic. Appare per la prima volta nell'episodio Il circo degli inganni, nell'episodio Dov'è il dottor Eggman? (dove ruba l'Egg Mobile di Eggman), e nell'episodio Sonic contro Shadow.
Doppiato da Kirk Thornton (ed. inglese), Alessandro Budroni (ed. italiana)
- Morpho

È un robot che può assumere qualsiasi aspetto. Costruito dal dottor Eggman di una dimensione parallela (mai mostrato), si è trasferito in quella della serie e si fa passare come Steve Eggman, il fratello del dottor Eggman. Quando ha le sembianze di Steve Eggman indossa lo stesso abbigliamento dell'originale, con la giacca azzurra, un paio di baffi e folti capelli biondi.
Doppiato da Roger Craig Smith (ed. inglese), Gerolamo Alchieri (ed. italiana)
- Lord Eggman

Uno degli antagonisti della serie, è una versione molto più malvagia del dottor Eggman proveniente da una dimensione alternativa dove Sonic non esiste. Indossa lo stesso abbigliamento dell'originale ma è nero e ha una cicatrice che gli parte dalla guancia sinistra. Appare per la prima volta nella puntata In un'altra dimensione. Data la mancanza del riccio blu nella sua dimensione è riuscito a diventare padrone di Bygone Island e schiavizzare gli abitanti del villaggio senza nome. Viene sconfitto da Sonic (trasportato accidentalmente da Eggman e Morpho) e dalle versioni alternative di Tails, Amy, Knuckles e Sticks. Riappare nella puntata Il videogioco di Eggman (seconda parte) dove insieme alla sua versione originale viene catturato e legato da Shadow, per fare in modo che venga la fine del mondo.
Doppiato da Mike Pollock (ed. inglese), Gerolamo Alchieri (ed. italiana)
- Swifty the Shrew

Uno degli antagonisti della serie, è un toporagno verde campione dello skateboard che sfrutta le sue capacità acrobatiche e il suo "eroismo" per infangare la fama di Sonic. Si rivelerà essere poi una serie di robot sintetici costruiti da Eggman per bandire Sonic dal villaggio, ma ha fallito.
Doppiato da Robbie Rist (ed. inglese), Alessio De Filippis (ed. italiana)
- Nominatus

Uno degli antagonisti della serie, è un potente e malvagio stregone-virus informatico. Appare in soltanto in due episodi e nella seconda apparizione ha due servi: Retro e Beta. Alla fine viene sconfitto da Sonic e i suoi amici, insieme a Retro e Beta.
Doppiato da Wally Wingert (ed. inglese), Bruno Farina (ed. italiana)
- Frogloditi

Una tribù di rospi antropomorfi guerrieri, vivono nel sottosuolo e attendono con pazienza l'apertura del portale per poter dominare il mondo esterno.
- Charlie

Uno degli antagonisti della serie, è un castoro mobian maschio archeologo di Bygone Island. Knuckles voleva farsi perdonare da quest'ultimo per un torto che aveva commesso tempo fa, ma la frustrazione dovuta dall'incompetenza di Knuckles spinse Charlie a diventare cattivo e a compiere la sua vendetta tramite l'utilizzo di un potente eso-scheletro degli antichi. A fine serie viene sconfitto da Sonic e Knuckles che lo cacciano da Bygone Island.
Doppiato da Kirk Thornton (ed. inglese), Simone Veltroni (1ª voce) e Alessio Puccio (2ª voce) (ed. italiana)
- Belinda

Una degli antagonisti della serie è la moglie di Charlie. È molto infida, spietata, disonesta, meschina, crudele e senza scrupoli. Nella puntata "Il tranquillo weekend di Amy e Sticks" approfitta dell'assenza di Sonic, Knuckles e Tails per attaccare il villaggio ma viene sconfitta da Amy e Sticks.
Doppiata da Colleen O'Shaughnessey (ed. inglese), ? (ed. italiana)

### Personaggi secondari
- Vector the Crocodile

È un coccodrillo mobian muscoloso che lavora come detective per un reality show. Rispetto alla serie principale Vector è identico, se non per la mancanza delle cuffie, l'abbigliamento leggermente diverso e un tatuaggio sul braccio sinistro, che raffigura una Rosa dei Venti. È uno dei pochi protagonisti della serie originale giapponese di videogiochi ad essere apparso nella serie tv. Appare nell'episodio Il mistero del martello scomparso.
Doppiato da Keith Silverstein (ed. inglese), Giacomo Castelli (ed. italiana)
- Perci the Bandicoot

È una giovane e bellissima bandicoot esperta nella meccanica, ha anche lei una sua officina, vive a Bygone Island insieme a sua sorella gemella Staci ed è l'ultima di una lunga serie di protettori del villaggio senza nome. A lei piacciono i ragazzi bravi nella meccanica (come Tails). Fece conoscenza della compagnia di Sonic nell'episodio Fuoco nell'officina, sebbene ciascuno dei protagonisti avesse una propria versione personalizzata del loro incontro.
Doppiata da Cindy Robinson (ed. inglese), Barbara Pitotti (ed. italiana)
- Staci the Bandicoot

È una giovane bandicoot mobian e la sorella gemella di Perci che vive insieme a Bygone Island.
Doppiata da Nika Futterman (ed. inglese), ? (ed. italiana)
- Zooey

È una giovane volpe femmina gialla, di cui Tails prende una cotta nell'episodio Tails il rubacuori, in seguito fa molte apparizioni in mezzo alla gente.
Doppiata da Colleen O'Shaughnessey (ed. inglese), Barbara Pitotti (ed. italiana)
- Og

L'unico froglodita che diviene un amico del Team Sonic.
Doppiato da Wally Wingert (ed. inglese), Alessio Sale (ed. italiana)
- Soar the Eagle

È un'aquila mobian dotato di un'autostima d'acciaio e di un fisico palestrato, ma anche di una fobia per i germi. Appare per la prima volta nell'episodio Morale a terra, quando venne assoldato dal Dr. Eggman per aiutarlo a recuperare l'autostima perduta, ma non appena Eggman lo ritrova, lo licenzia all'istante. Attualmente lavora come telegiornalista del telegiornale di Bygone Island.
Doppiato da Travis Willingham (ed. inglese), Roberto Certomà (ed. italiana)
- D-Fecto

Apparso come il vero antagonista principale del terzo gioco Sonic Boom: Fuoco e ghiaccio, è un potente e malvagio androide creato dal Dr. Eggman, che si era impossessato i poteri di una gigantesca creatura dal fuoco e dal ghiaccio per sconfiggere Sonic e suoi amici. In questa serie animata, si allea con i suoi ex-nemici per sconfiggere il suo stesso creatore nell'episodio Ritorno dalla valle dei Cubot.
Doppiato da Wally Wingert (ed. inglese), Luca Ward (ed. italiana)
- Castoro Pignolo (Fastidious Beaver)

Bibliotecario del villaggio, è un castoro dal carattere molto fastidioso e noioso con la tendenza di correggere la grammatica del prossimo.
Doppiato da Mike Pollock (ed. inglese), Aldo Stella (ed. italiana)
- Sindaco Fink

È un topo, sindaco di Bygone Island. Spesso dà la priorità a mantenere la propria posizione politica al di sopra di tutto.
Doppiato da Mike Pollock (ed. inglese), Ambrogio Colombo (ed. italiana)
- Fred

È una talpa maschio che lavora come capo minatore nella miniera del sito archeologico di Cliff.
Doppiato da Kirk Thornton (ed. inglese), Aldo Stella (ed. italiana)
- Mike the Ox

È un bue maschio enorme e dall'animo tranquillo che gestisce un negozio dell'usato nel mercato di Bygone Island. Il suo chiosco viene sempre distrutto nelle battaglie. Appare nell'episodio Dov'è il Dr.Eggman?, tuttavia ebbe un ruolo centrale nell'episodio Un tizio qualunque.
Doppiato da Kirk Thornton (ed. inglese), Daniele Giuliani (ed. italiana)
- Chimp

È uno scimpanzé mobian sovrappeso che fa la celebrità televisiva con il suo TV Show comico Banane e risate e appare come ospite in occasione di eventi agonistici.
Doppiato da Bill Freiberger (ed. inglese), ? (ed. italiana)
- Capo dei Gogobas

È a capo di una tribù di cincillà, noti per la loro bassa statura ma abili nel manipolare le menti delle persone sfruttando i sensi di colpa.
Doppiato da Wally Wingert (ed. inglese), Luigi Ferraro (ed. italiana)
- Sig. Uomo Scimmia

È una scimmia dal carattere irritante e irascibile che lavora come "spezza-maledizioni", anche se dichiara di essere andato in pensione. Appare nella puntata La maledizione dell'alce strabico, dove si scopre essere ghiotto di salsa Guacamole.
Doppiato da Travis Willingham (ed. inglese), Davide Garbolino (ed. italiana)
- Leroy la Tartaruga (Leroy the Turtle)

È una tartaruga maschio di bassa statura che lavora come postino presso il centro postale di Bygone Island.
Doppiato da Kirk Thornton (ed. inglese), Daniele Giuliani (ed. italiana)
- Lady Walrus

È un tricheco femmina abitante di Bygone Island ed è la moglie di Willy Walrus. Suo figlio è sempre in pericolo durante gli attacchi del Dr. Eggman.
Doppiata da Bill Freiberger (ed. inglese), Rosalba Bongiovanni (ed. italiana)
- Justin Castorer (Justin Beaver)

È un castoro adolescente che fa il cantante pop. Con il suo talento nel canto è riuscito in poco tempo a conquistare i cuori di tutte le femmine di Bygone Island, comprese Amy e Sticks. Appare per la prima volta nell'episodio Mucho Macho, dove si scopre essere anche lui "schiavizzato" dalla frequenza della musica scritta dal suo malvagio produttore, che aveva assunto dopo la comparsa in un talent show.
Doppiato da Cindy Robinson (ed. inglese), Gabriele Patriarca (ed. italiana)
- Salty

È un ippopotamo maschio dalla pelle azzurra. Viene spesso assoldato come guardia del corpo e ha un fratello di nome Pepper, con cui possiede una rivalità di lunga data tra loro (come quella di Sonic e Knuckles).
Doppiato da Kirk Thornton (ed. inglese), ? (ed. italiana)

## Doppiaggio
L'edizione italiana è curata da Mariagrazia Boccardo. La serie animata è stata doppiata presso lo studio di doppiaggio CD Cine Dubbing sotto la direzione di Anton Giulio Castagna, come già avvenuto per la serie Sonic X, con l'assistenza di Veronica De Biase. I dialoghi sono di Fausta Fascetti, Marta Di Martino e Anna Pedano. Sempre da Sonic X tornano le voci di Knuckles e Amy, ovvero Oreste Baldini e Antonella Baldini, che ricoprono i medesimi ruoli assunti nell'anime, mentre Maura Cenciarelli, Ilaria Latini e Gerolamo Alchieri (i quali prestavano la propria voce rispettivamente a Charmy, Cream e Black Narcisus), doppiano Tails, Sticks e il Dr. Eggman. Completamente nuove le voci di Sonic e Shadow the Hedgehog doppiati da Daniele Raffaeli.
| Personaggio              | Doppiatore originale                                   | Doppiatore giapponese                                     | Doppiatore italiano                                         |
| ------------------------ | ------------------------------------------------------ | --------------------------------------------------------- | ----------------------------------------------------------- |
| Sonic the Hedgehog       | Roger Craig Smith Mike Pollock (solo nell'episodio 14) | Jun'ichi Kanemaru Kōtarō Nakamura (solo nell'episodio 14) | Daniele Raffaeli                                            |
| Miles "Tails" Prower     | Colleen O'Shaughnessey                                 | Ryō Hirohashi                                             | Maura Cenciarelli                                           |
| Knuckles the Echidna     | Travis Willingham                                      | Nobutoshi Canna                                           | Oreste Baldini                                              |
| Amy Rose                 | Cindy Robinson                                         | Taeko Kawata                                              | Antonella Baldini                                           |
| Sticks the Badger        | Nika Futterman                                         | Aoi Yūki                                                  | Ilaria Latini                                               |
| Dr. Eggman               | Mike Pollock Roger Craig Smith (solo nell'episodio 14) | Kōtarō Nakamura Jun'ichi Kanemaru (solo nell'episodio 14) | Gerolamo Alchieri                                           |
| Orbot                    | Kirk Thornton                                          | Mitsuo Iwata                                              | Alessandro Budroni                                          |
| Cubot                    | Wally Wingert                                          | Wataru Takagi                                             | Ivan Andreani                                               |
| Shadow the Hedgehog      | Kirk Thornton                                          | Kōji Yusa                                                 | Daniele Raffaeli                                            |
| Willy Tricheco           | Bill Freiberger                                        |                                                           | Matteo Brusamonti (stagione 1) Mauro Magliozzi (stagione 2) |
| Dave the Intern          | Roger Craig Smith                                      | Yuta Odagaki                                              | Alessio Puccio (stagione 1) Simone Veltroni (stagione 2)    |
| Camaleonte / Albero Spia | Kirk Thornton                                          |                                                           | Davide Garbolino (stagione 1) Simone Veltroni (stagione 2)  |
| T.W. Barker              | Kirk Thornton                                          |                                                           | Alessandro Budroni                                          |
| Morpho                   | Roger Craig Smith                                      |                                                           | Gerolamo Alchieri                                           |
| Lord Eggman              | Mike Pollock                                           | Kotaro Nakamura                                           | Gerolamo Alchieri                                           |
| Swifty the Shrew         | Robbie Rist                                            |                                                           | Alessio De Filippis                                         |
| Nominatus                | Wally Wingert                                          |                                                           | Bruno Farina                                                |
| Retro                    | Roger Craig Smith                                      |                                                           |                                                             |
| Beta                     | Kirk Thornton                                          |                                                           |                                                             |
| Charlie                  | Kirk Thornton                                          |                                                           | Simone Veltroni (stagione 1) Alessio Puccio (stagione 2)    |
| Belinda                  | Colleen O'Shaughnessey                                 |                                                           |                                                             |
| Vector the Crocodile     | Keith Silverstein                                      | Kenta Miyake                                              | Giacomo Castelli                                            |
| Perci the Bandicoot      | Cindy Robinson                                         | Marie Ōi                                                  | Barbara Pitotti                                             |
| Staci the Bandicoot      | Nika Futterman                                         |                                                           |                                                             |
| Zooey                    | Colleen O'Shaughnessey                                 | Marie Ōi                                                  | Barbara Pitotti                                             |
| Og                       | Wally Wingert                                          |                                                           | Alessio Sale                                                |
| Soar the Eagle           | Travis Willingham                                      | Hirō Sasaki                                               | Roberto Certomà                                             |
| D-Fecto                  | Wally Wingert                                          | Takashi Nagasako                                          | Luca Ward                                                   |
| Castoro Pignolo          | Mike Pollock                                           |                                                           | Aldo Stella                                                 |
| Sindaco Fink             | Mike Pollock                                           | Takuma Suzuki                                             | Ambrogio Colombo                                            |
| Fred                     | Kirk Thornton                                          |                                                           | Aldo Stella                                                 |
| Mike the Ox              | Kirk Thornton                                          |                                                           | Daniele Giuliani                                            |
| Chimp                    | Bill Freiberger                                        |                                                           |                                                             |
| Capo dei Gogobas         | Wally Wingert                                          |                                                           | Luigi Ferraro                                               |
| Signor Uomo Scimmia      | Travis Willingham                                      |                                                           | Davide Garbolino                                            |
| Leroy la Tartaruga       | Kirk Thornton                                          |                                                           | Daniele Giuliani                                            |
| Lady Walrus              | Bill Freiberger                                        | Tōko Aoyama                                               | Rosalba Bongiovanni                                         |
| Justin Castorer          | Cindy Robinson                                         |                                                           | Gabriele Patriarca                                          |
| Salty                    | Kirk Thornton                                          |                                                           | Dario Oppido                                                |

## Produzione
La serie animata è stata annunciata nel mese di ottobre 2013, rivelando un teaser poster con le figure in silhouette di quattro personaggi del franchise che sarebbero apparsi come protagonisti nello show, Sonic the Hedgehog, Miles "Tails" Prower, Knuckles the Echidna e Amy Rose. La serie, che venne prevista ad essere composta da 52 episodi di undici minuti, è stata sviluppata da Evan Baily, Donna Friedman Mier e Sandrine Nguyen, con Baily e Bill Freiberger come showrunner, sotto la supervisione del Sonic Team, la casa madre della serie.
Il 6 febbraio 2014, SEGA ha pubblicato ufficialmente le immagini del nuovo design dei protagonisti e confermarono che ognuno manterrà i propri doppiatori americani, tra cui Roger Craig Smith per Sonic, oltre all'introduzione di un nuovo personaggio chiamato Sticks the Badger, che è entrato a far parte dei protagonisti. In un'intervista ai creatori fu dichiarato che la serie è nata per il desiderio di fare più appello al franchise nei territori occidentali, e sia la serie animata che i videogiochi si svilupperanno in parallelo ad essa.
Inizialmente la serie non sarebbe mai dovuta uscire in Giappone: la nazione d'origine del franchise, poiché tutti i personaggi hanno subito un nuovo design per adattarli in parte anche ad un pubblico occidentale, ma successivamente venne smentito e dichiarato ufficialmente che sarebbe andata in onda su TV Tokyo col titolo Sonic Toon (ソニックトゥーン?, Sonikku Tūn). Attualmente nel paese natale di Sonic, la serie a cartoni animati è in onda dall'estate 2017 su Netflix.
Il 10 ottobre 2015 Lagardère Entertainment Rights ha confermato l'esistenza della seconda stagione di questa serie; il 29 ottobre 2016, negli Stati Uniti, è uscito il primo episodio della seconda stagione intitolato nella versione inglese Sneak Peek.

## Opere correlate

### Videogiochi
Tre videogiochi che fanno da prequel alla serie televisiva sono stati annunciati nel febbraio 2014. La versione per Wii U, Sonic Boom: L'ascesa di Lyric (Sonic Boom: Rise of Lyric), è stata sviluppata da Big Red Button Entertainment, mentre quella per Nintendo 3DS, Sonic Boom: Frammenti di cristallo (Sonic Boom: Shattered Crystal), da Sanzaru Games. Un terzo titolo, Sonic Dash 2: Sonic Boom, è uscito a ottobre 2015 (che si tratta del sequel videogioco Sonic Dash) e un ultimo ed quarto titolo, Sonic Boom: Fuoco e ghiaccio (Sonic Boom: Fire & Ice), uscito il 30 settembre 2016.

### Fumetti
Archie Comics ha pubblicato una serie a fumetti da ottobre 2014 a settembre 2015. è durata 11 numeri ed è stata scritta da Ian Flynn e illustrata da Evan Stanley. Prima che venisse aperta i due hanno creato la intro di Sonic Boom: Frammenti di cristallo. Dopo la chiusura della serie, Flynn ha scritto un episodio per la seconda stagione.